# McLane Portugal
A McLane Portugal faz parte integrante do grupo McLane originário dos Estados Unidos, realizando operações na área da logística há mais de 100 anos. A organização em Portugal está baseada no parque industrial de Palmela, onde se situa a sede e a principal plataforma logística, com uma área de armazenagem de 25 000 m². Existem, ainda, armazéns regionais na cidade da Maia e em Albufeira, para melhor servir as necessidades específicas destas regiões (Logismarket, 2009).

## História
A McLane Portugal foi fundada em Novembro de 2000 e tem crescido continuamente, contando já com cerca de uma dezena de serviços. As origens da McLane remontam a 1894 quando o Sr. Robert McLane fundou a McLane Company em Cameron, Texas, EUA. Em 1966, o negócio expande-se, sendo criada uma nova sede em Temple, Texas, EUA. No ano de 1984, a empresa atingiu um volume de negócios superior a 1 bilião de dólares. Mas em 1994 a McLane Group decide iniciar um programa de expansão global, do qual viria a resultar a fundação da McLane Portugal. Em Janeiro de 2012 o grupo Urbanos adquire a McLane Portugal, num negócio em que não foi tornado público o valor da aquisição. Com este negócio a McLane deixa de ter negócios na Europa.(McLane, 2009).     

## Apostas para o futuro
A McLane Portugal está a lançar um novo serviço chamado Global Sourcing, que funciona como uma espécie de central de compras a nível internacional. Com este serviço, a empresa pesquisa qualquer produto a nível mundial, encarregando-se do transporte e logística desde o local de origem até ao ponto de venda final. O serviço inclui, ainda, o armazenamento e rotulagem com a marca do cliente. No espaço de dois anos, a McLane espera que a nova área de negócios represente 10% da facturação total. Nos Estados Unidos, este programa foi iniciado há 50 anos e, actualmente, corresponde a 50% dos resultados (Global, 2008).   